# التصاق
الالتصاق هو تجاذب فيزيائي بين سطحين. هذا التجاذب هو نتيجة تفاعل بين الجزيئات مما يعطي التجاذب بين الذرات والجزئيات، مثل الكهرسكونية، وقوى فان دير فالس (روابط ثنائي القطب، روابط ثنائي القطب المستحث، وقوى التشتت)، الروابط الهيدروجينية، والرابطة التساهمية. وباستثناء الروابط الكهرسكونية، فجميع الروابط تكون قوية فقط في المسافات القصيرة (في المقياس النانومتري). هذا يؤدي بنا إلى أول نظرية في الالتصاق، نظرية الابتلالية بالامتزاز، والتي فيها يجب على المادة اللاصقة أن تكون على تماس مباشر أو ترطب المادة الثانية (الملتصقة) لكي تلتصق بها. في هذه النظرية، فإن طاقة السطح، وقياس وتفسير زاوية التماس تلعب دورًا أساسيًا. تستخدم نظرية الانتشار في الالتصاق لوصف وضع ما تكون فيه المادة اللاصقة والمادة الثانية (الملتصقة) ذوابة كلاً منهما في الأخرى. وهنا يلعب ثابت الانحلالية دورًا هاما. الروابط التساهمية عن الوسط البيني ليست ضرورية من أجل التصاق قوي. ومع ذلك، فقد وجد أن الرابط التساهمية في السطح البيني تكون ضرورية عندما تتعرض روابط الماد ة اللاصقة لضروف بيئية غير مناسبة مثل درجة الحرارة والرطوبة.
وبالرغم من أن قوة المادة اللاصقة تعتمد بشكل أساسي على الالتصاق، فإن قوة الوصلة اللاصقة لاتساوي قوة الالتصاق. ففي الحقيقة، تعتمد قوة الوصلة اللاصقة بطريقة معقدة على عدة عوامل، تشمل الالتصاق، تصميم الوصلة اللاصقة، والخصائص الفيزيائية للمادة اللاصقة والملتصقة.

## آلية الالتصاق
اقترحت خمسة آليات لتفسير سبب التصاق مادة بمادة أخرى:

### التصاق ميكانيكي
تملء المواد اللاصقة فراغات أو مسام السطوح وتبقي السطوح متماسكة معًا نتيجة تشابكها. وتعتبر الخياطة إحدى أشكال التثبيت الميكانيكي واسعة النطاق، والفيلكرو أحد أشكال التثبيت متوسط القوة.

### التصاق كيميائي
قد تشكل اثنتان من المواد مركبًا نتيجة التجاذب الكهربائي بين الذرات (الرابطة الأيونية) أو نتيجة تشارك زوج أو أكثر من الإلكترونات بين الذرات (الرابطة التساهمية). وقد تنشأ قوى أضعف بين ذرات كل من الأكسيجين، والنتروجين، والفلور في المادتين الملتصقتين (رابطة هيدروجينية).

### التصاق مشتت
في الالتصاق المشتت، المعروف أيضا باسم الامتزاز، تتماسك المادتان معًا بقوى فان دير فالس. وهي قوى التجاذب بين اثنين من الجزيئات، لكل منها مناطق موجبة وسالبة الشحنة. في الحالة البسيطة، تكون هذه الجزيئات قطبية بحسب متوسط كثافة الشحنة، على الرغم من أنه في الجزيئات الأكبر والأكثر تعقيدًا، قد يكون هناك «أقطاب» متعددة أو مناطق أكبر ذات شحنات إيجابية أو سلبية. قد تكون هذه الأقطاب الإيجابية والسلبية خاصية دائمة للجزيء (الروابط ثنائية القطب) (Dipole-dipole interaction) أو خاصية مؤقتة يمكن أن تحدث في أي جزيء، نتيجة الحركة العشوائية للإلكترونات داخل الجزيئات فتتركز الإلكترونات مؤقتا في منطقة واحدة (قوى لندن).

## اقرأ أيضًا
- تماسك
- امتزاز
- رابطة كيميائية
- قوى بين جزيئية
- محلول
- شد سطحي